# Zachariasprivileg
Das sogenannte Zachariasprivileg von 751 erwirkte Erzbischof Bonifatius von Papst Zacharias für das von ihm gegründete, noch im Aufbau befindliche Kloster Fulda zu dessen Schutz vor unerbetenen Eingriffen kirchlicher Amtsträger.

## Gründe
Bonifatius befand sich in einer problematischen Situation angesichts seines schwindenden Einflusses auf die fränkische Reichskirche nach dem Scheitern seines Planes zur Einrichtung des Systems der Metropolitanverfassung und zur Schaffung einer
Mainzer Kirchenprovinz. Verschärft wurde die Lage durch sein hochbetagtes Alter und die Erfolglosigkeit seiner Bemühungen, die Nachfolgefrage im Bistum Mainz vor seinem Aufbruch zur Friesenmission zu Gunsten seines Schülers Lullus zu klären. Daher versuchte Bonifatius offenbar, wenigstens das als seine Grablege auserkorene Kloster Fulda zu schützen, das von seinem Schüler Sturmius geleitet wurde. Er war offenbar bestrebt, es dem drohenden Zugriff von Seiten fränkischer Bischöfe zu entziehen, die – wie etwa sein Mainzer Amtsvorgänger Gewiliobus – nicht den kanonischen Anforderungen entsprachen und das in der angelsächsischen Tradition auf benediktinischer Grundlage eingerichtete monastische Leben zu zerstören drohten.

## Rechtsfolgen
Die Rechtsfolgen des Zachariasprivilegs sind in der Forschung umstritten.
Eine Theorie besagt, dass es sich um ein Exemptionsprivileg gehandelt habe, durch das das Kloster beziehungsweise der Abt von jeglicher Einflussnahme kirchlicher Amtsträger einschließlich des zuständigen Diözesanbischofs befreit worden sei, und zwar dadurch, dass  der Papst es unmittelbar seiner eigenen, de facto aber aufgrund der großen Distanz kaum ausübbaren Verfügungsgewalt unterstellt habe. Es wäre somit frei in der Wahl der für Weihehandlungen und jurisdiktionelle Maßnahmen heranzuziehenden Bischöfe gewesen und dadurch in die Lage versetzt worden, sich aus dem Diözesanverband herauszulösen.
Wahrscheinlicher und mit der zu beobachtenden tatsächlichen Praxis übereinstimmend ist aber, dass die Zuständigkeit des jeweiligen Diözesanbischofs für die bischöflichen Amtshandlungen auf den über mehrere Diözesen (vor allem Bistum Mainz und Bistum Würzburg) verteilten Fuldaer Besitztümer erhalten blieb. Deren Wahrnehmung war jedoch an die vorherige invitatio (Einladung) durch Abt und Konvent gebunden. Andernfalls hätte jede Schenkung zu einer Ausgliederung des betreffenden Gebietes aus der Diözesangewalt führen müssen oder es müsste von der willkürlichen Annahme ausgegangen werden, dass sich das Zachariasprivileg ausschließlich auf die Gründungsausstattung bezog, was es weitgehend wertlos gemacht hätte. So aber verlieh es dem Kloster, indem es seine Besitzungen im jeweiligen Diözesanverband beließ, eine zwar begrenzte, aber durch den Invitationsvorbehalt durchaus nicht bedeutungslose Stärkung seiner Unabhängigkeit. Zu einem Exemtionsprivileg wurde es gleichwohl umgedeutet, jedoch erst in späterer Zeit.

## Auslegung
Nach dem Tode des Bonifatius 754 kam es zwischen seinen Schülern Lul und Sturmi zu einem erbitterten Streit um die Auslegung des Zachariasprivilegs. Lul beanspruchte als zuständiger Diözesanbischof (nicht haltbar ist die Ansicht, auch das Hauptkloster habe zur Diözese Würzburg gehört und Lul habe sich daher auf ein von Bonifatius ererbtes Eigenklosterrecht gestützt) und Nachfolger des Initiators der Klostergründung Bonifatius die Herrschaft über das Kloster, Sturmi beharrte unter Berufung auf das Zachariasprivileg auf seiner Unabhängigkeit. Dies führte zum Eingreifen Pippins, der Sturmi 763 nach Verleumdungen absetzte, bereits 765 aber wieder begnadigte und restituierte, womit die Herrschaft Luls, dem er das Kloster geschenkt hatte und dessen als Propst eingesetzter Presbyter Markus schon zuvor am passiven Widerstand der Fuldaer Mönche gescheitert war und einem Konventualen namens Prezzold hatte Platz machen müssen, endete. Das Kloster erhielt das zuvor von Pippin eingezogene Zachariasprivileg zurückerstattet, wurde jedoch jetzt in den Königsschutz aufgenommen, wodurch es den Status, aber auch die Pflichten eines Reichsklosters erhielt. Dies stand zwar einerseits aufgrund der damit verbundenen umfangreichen weltlichen Aufgaben bis hin zur Truppenstellung und der häufigen Abwesenheit des durch den Reichsdienst in Anspruch genommenen Abtes durchaus im Widerspruch zu den ursprünglichen Intentionen des Bonifatius und sollte in der Folgezeit denn auch mehrfach zu erheblichen Eingriffen des Herrschers in die inneren Angelegenheiten des Klosters und, trotz der garantierten freien Abtswahl, zur Einflussnahme auf die Besetzung des Abbatiats führen. Es bedeutete aber andererseits das Höchstmaß an Unabhängigkeit, das ein Kloster in karolingischer Zeit überhaupt erlangen konnte.

## Spätere Folgen
Das Zachariasprivileg wurde später in verfälschter Gestalt die Grundlage für die schrittweise Erlangung einer Fülle von Rechten durch die Fuldaer Äbte, so von Zehntrechten, des Primats unter den Äbten Galliens und Germaniens, des Rechts, bei der Messe Pontifikalien zu tragen, der Abtsweihe und der Gerichtsbarkeit über den Abt durch den Papst, das Appellationsrecht an den Heiligen Stuhl (alles bereits im 9. bzw. 10. Jahrhundert) sowie der Wahrnehmung bischöflicher Jurisdiktionsrechte (seit dem frühen 16. Jahrhundert), eine Entwicklung, die nach langen, im Zeitalter der von Mabillon begründeten Diplomatik auch mit wissenschaftlichen Methoden geführten Auseinandersetzungen (v. a. zwischen Johann Friedrich Schannat und Johann Georg von Eckhart) im 18. Jahrhundert schließlich zur Bestellung eines Weih- und Titularbischofs (nacheinander Stephan von Clodh und Amand von Buseck 1727) führte und am 5. Oktober 1752 ihren Abschluss in der Erhebung zum Fürstbistum fand.